# Gudui, Anhui
Gudui (kinesiska: 孤堆) är en socken i östra Kina. Den ligger i stadsdistriktet Xiejiaji i staden Huainan i provinsen Anhui, omkring 84 kilometer nordväst om provinshuvudstaden Hefei. Gudui är en etnisk minoritetssocken för huifolket.